# Sante Ghedini
Sante Ghedini (...) è un dirigente d'azienda italiano, esperto di pubbliche relazioni.
Il suo nome è legato alle competizioni automobilistiche, ed in particolar modo alla Formula 1 e alla Scuderia Ferrari.

## Carriera

### Gli esordi
Entrò nell'ambiente nel 1968, proprio con la rossa, dove rimase fino al 1978.
Durante quel periodo assunse diverse cariche manageriali, ed occupò assieme a Franco Gozzi, un ruolo determinante nelle relazioni tra stampa nazionale ed internazionale, ed il team di Formula 1 di Maranello.
Ebbe modo di contribuire alla vittoria dei mondiali 1975 e 1977, di Niki Lauda, allora prima guida della squadra emiliana.
Un personaggio a cui si legò particolarmente, in modo ancor più marcato, dopo il rogo del Gran Premio del Nurburgring del 1976, dal quale il pilota austriaco, riuscì a salvarsi, ma che ancora oggi lascia i segni delle gravi ustioni riportate.

### Gli anni alla Brabham
Dopo l'abbandono al team del Drake nel 1978, da parte di Lauda, Ghedini lo seguì nella scuderia Brabham, dove operava col ruolo di capo dell'ufficio stampa.
Un incaricò che continuò a portare avanti, fino al 1982, nonostante Niki, nel 1979 scelse di ritirarsi momentaneamente dalle gare (per tornarvi pochi anni dopo, col team McLaren).
Dopo il 1982, Sante Ghedini, quasi scomparve dalla kermesse del grande circo, a punto tale che non lo si vide più, per buona parte degli anni ottanta.

### Il ritorno a Maranello
Solo al termine del 1991, si ebbero nuovamente sue notizie, quando Luca Cordero di Montezemolo, da poco neo direttore della Ferrari, decise di affidargli la direzione della gestione sportiva della scuderia di Formula 1 che, dopo il campionato del 1990, necessitava di una profonda ristrutturazione per riuscire a venire fuori da un lungo periodo di crisi.
Ghedini prese le redini del team, sostituendo l'Ing.Claudio Lombardi, che aveva ricoperto lo stesso ruolo, dopo le prime corse del mondiale '91, al posto di Cesare Fiorio.
Con l'avvento di Ghedini però, tornò ad occuparsi del reparto tecnico.
Tuttavia la gestione Ghedini, si rivelò una delle peggiori, in quanto nel periodo in cui era il direttore sportivo (1991-1993), la squadra non riuscì mai a vincere una gara, né ad ottenere una pole position, nonostante la presenza di progettisti del calibro di John Barnard, e piloti come Jean Alesi, Gerhard Berger ed Ivan Capelli.

### Direttore del Mugello e inizio dell'era Todt
Il suo si rivelò essere un incarico di transizione, in attesa di un direttore che forse aveva più stimoli, come fu Jean Todt che, durante il campionato '93, raccolse il testimone.
Todt infatti, veniva da una lunga gavetta, iniziata nei rally, prima come navigatore, poi come direttore sportivo del team Peugeot nel campionato del Mondo, dove raccolse diversi successi, in seguito ripetuti con la stessa squadra, nei rally raid e nella cronoscalata di Pikes Peak.
Tuttavia Todt, ambiva ad occuparsi di team di Formula 1, un progetto che la Peugeot non intendeva sviluppare, così appena fu chiamato da Montezemolo, non esitò ad accettare.
A quel punto, Ghedini, è divenuto direttore dell'Autodromo Internazionale del Mugello, che gli ha permesso di rimanere nell'orbita Ferrari, poiché l'impianto toscano è di proprietà del costruttore di Maranello.